# Таймирски автономен окръг
Таймирски автономен окръг (Долгано-Ненецки автономен окръг) е бивш субект на Руската федерация, влизал по-рано в състава на Красноярски край. Административен център и единствен град в окръга е Дудинка (26,8 хил. жители).
Разположен е на Таймирския полуостров зад Северния полярен кръг. На територията на окръга се намира и най-северната точка на Русия.
Окръгът е образуван 30 декември 1930 г.
На територията на окръга е разположен град Норилск, който заедно със сателити съставлява територия на краево подчинение – Единно муниципално образувание „град Норилск“ – и административно не влиза в състава на окръга.
Население 43 хил. дущи. (2001). Площ 862,1 хил. км2. Реки – Енисей и Хатанга.
Съгласно резултатите от референдума, проведен на 17 април 2005, на 1 януари 2007 Евенкийски автономен окръг и Таймирски автономен окръг се присъединяват към Красноярски край със статут на райони.

## Райони
- Диксонски район
- Уст-Енисейски район
- Хатангски район